# شركة الهند الشرقية النمساوية
تُعرف شركة الهند الشرقية النمساوية أيضًا باسم الشركة الآسيوية في تريستي أو شركة الإمبراطورية الآسيوية في تريستي وأنتويرب هي شركة تجارية نمساوية مقرها في ترييستي، ونشطت منذ تأسيسها من قبل ويليام بولتس في عام 1775 وحتى إفلاسها في عام 1785.

## تأسيس الشركة
في عام 1775، عرض وليام بولتس خدماته للحكومة الإمبراطورية في فيينا، حيث قدم اقتراحًا لإعادة تأسيس التجارة النمساوية إلى الهند من ميناء تريستي. قدم اقتراحه في مؤتمر عقد في فيينا يوم 10 مايو 1775، من قبل حكومة الإمبراطورة ماريا تيريزا . ويليام بولتس يحصل على رسالة طبيعية ويؤدي القسم في 15 مايو 1775 . وإلى يونيو 1775، حصل على منحة لمدة عشر سنوات تسمح له بالتجارة مع الهند الشرقية.

### رحلةجوزيفوتريز،1776-81
في سبتمبر 1776 صعدت البراغي من ميناء ليفورنو التابع لدوق توسكانا الأكبر ليوبولد الثاني ( إمبراطور روماني مقدس ، ابن الإمبراطورة ماريا تيريزا، إلى جزر الهند بقيادة سفينة ترفع العلم الإمبراطوري. تمت إعادة تسمية هذه السفينة، التي كانت تُعرف سابقًا باسم إيرل لنكولن، باسم جوزيف وتريز. هذا المشروع التجاري الذي يتطلب موارد مالية كبيرة، انضم ويليام بولتس إلى المصرفيين في أنتويرب وفي الأراضي المنخفضة النمساوية تشارلز برولي، وشركائه، آي سي آي بوريكنز ودومينيك ناجل.

### استعمار خليج ديلاغوا
خلال رحلته، أنشأ بولتس مصانع على ساحل مليبار، بالإضافة إلى قواعد في خليج ديلاغوا وهو خليج مبوتو على ساحل موزمبيق وعلى جزر نيكوبار.
هدفها هو إنشاء قاعدة في خليج ديلاغوا وخدمة إمداد السفن التي قامت بالرحلة من أوروبا إلى الهند. لم يبق العلم الإمبراطوري طويلاً على الساحل الأفريقي بعد أن تم تحذير السلطات البرتغالية من هذا الوجود الأجنبي في الأراضي التي اعتبروها ملكًا لها. ردًا على هذا التطفل، أرسلوا فرقاطة بها 40 بندقية على متنها 500 رجل من غوا في أبريل 1781.

### الأنشطة في الهند، 1776-81
استفادت البراغي استفادة كاملة من وضع النمسا الحيادي في الحرب بين بريطانيا وفرنسا وإسبانيا والمقاطعات المتحدة من أجل استقلال أمريكا (1778-1783).
لذلك عندما وصل ويليام بولتس إلى الهند، التقى سلطان ميسور حيدر علي وزار عاصمته سيرين غبتام حيث حصل على إذن لإقامة مصانع على ساحل مليبار في بلدتي مانغالور، كاروار وبلياتام.

### استعمار جزر نيكوبار
بينما كان ويليام بولتس هو نفسه في عاصمة حبدر علي، أرسل جوزيف وتريز إلى جزر نيكوبار حيث وصل في يونيو 1778. استقرت الشركة في جزيرة نانكوواري، وعين جونفريد ستال رئيسًا ومقيمًا في المكان مع لويس فان سوست في المرتبة الثانية. احتجت السلطات الدنماركية بشدة على تصرفات بولتس لأنها اعتقدت أنها استولت على الأرخبيل في عام 1756 واستخدمت جزرها كمركز ثانوي لحكومتها في ترانكوبار في الهند، لذلك في عام 1783 أرسلوا سفينة حربية إلى القضاء على الوجود النمساوي.

## شركة الإمبراطورية الآسيوية في تريستي وأنتويرب
في 9 أغسطس 1781 تم التوصل إلى اتفاق لتحويل الشركة إلى شركة مساهمة جديدة تحمل اسم «شركة الإمبراطورية للتجارة الآسيوية في تريستي وأنتويرب». تم تأكيد امتيازات المنحة الممنوحة في عام 1775 حتى 5 يونيو 1785. تمتلك الشركة خمسة مديرين، ولكن قبل كل شيء رأس مال الشركة مفتوح للجمهور من أجل تطوير أنشطة الشركة. رأس مال الشركة الأولي هو مليوني فلورين أو ألفي سهم لألف فلورين. يلزم ما لا يقل عن اثني عشر سهمًا حتى تتمكن من المشاركة في تصويت الاجتماع العام للشركة الذي يعقد مرة واحدة في السنة.
ركزت الشركة الإمبراطورية الآسيوية في شكلها الجديد على تجارة الشاي مع الصين. من 1781 إلى 1783 كان سعر الشاي في أوروبا وخاصة في إنجلترا عند مستويات نادرا ما وصل في الواقع في 1781 و 1782 لم تأت أي سفينة هولندية أو فرنسية إلى غوانزو بسبب حرب الاستقلال الأمريكية ، وفي عام 1782 كانت إحدى عشرة سفينة إنجليزية وثلاثة دنماركيا وسويديا واثنين عائدين من الصين. مع فكرة اغتنام الفرصة لتحقيق ربح، أرسلت الشركة خمس سفن إلى غوانزو.
ومع ذلك، انتهت الفرصة بتوقيع الهدنة في يناير 1783. ويمكن للمتحاربين السابقين إرسال سفنهم مرة أخرى إلى صين مما أدى إلى انخفاض سعر الشاي في أوروبا مع عودة العرض الوفير.
وبالتالي، فإن شحنات السفن الخمس المعادة من الصين تُباع في أوستند بأكثر من 38 ٪ من الخسارة. ميزة حيادية العلم الإمبراطوري غير موجودة الآن وهيكل الشركة ليس قويًا بما يك
في للتنافس مع الشركات الأوروبية الأخرى في سوق المنتجات الصينية. في يناير 1785، أوقفت الشركة جميع مدفوعاتها وأعلنت إفلاسها. الكونت برولي، الذي يرى سقوط مؤسسته المصرفية، ينتحر. مرت معظم سفن الشركة في أيدي أحد دائنيها، بارون والكيرز.